# Christian Clemenson
Christian Clemenson (Humboldt, 17 de março de 1958) é um ator americano. Ele interpreta o médico legista Tom Loman em CSI: Miami.